# Оффенбах (район)
Оффенбах (нем. Offenbach) — район в Германии. Центр района — город Дитценбах. Район входит в землю Гессен. Подчинён административному округу Дармштадт. Занимает площадь 356 км². Население — 337,7 тыс. чел. (2010). Плотность населения — 948 человек/км².
Официальный код района — 06 4 38.
Район подразделяется на 13 общин.

## Города и общины
1. Родгау (43 176)
2. Драйайх (40 417)
3. Ной-Изенбург (35 869)
4. Ланген (35 465)
5. Дитценбах (33 281)
6. Мюльхайм (26 726)
7. Рёдермарк (26 036)
8. Обертсхаузен (24 182)
9. Зелигенштадт (20 227)
10. Хойзенштамм (18 153)
11. Хайнбург (14 294)
12. Эгельсбах (10 824)
13. Майнхаузен (9049)

(30 июня 2010)